# Tlos
Tlos (en grec antic Τλώς o Τλῶς) era una ciutat de Lícia.
Els autors antics no l'esmenten gaire sovint, però se sap per Artemidor d'Efes, citat per Estrabó, que era una de les sis ciutats que van formar la confederació Lícia. Estrabó diu també que estava situada a la via que portava a Cibira Magna.
Unes ruïnes de la vall del riu Xantos, a la riba oriental, a uns 8 km de Doover, han estat identificades com les de la ciutat i semblem ser construccions romanes que van substituir edificacions anteriors. Entre les restes, destaca el teatre, amb seients de marbre molt ben treballats, i edificis amb gran columnes.